# 海原壱一
海原　壱一（かいばら　かずいち、1935年 - 2018年8月12日）は日本の実業家。海原建設社長。大阪府同和事業促進協議会理事、大阪府同和建設協会専務理事。部落解放同盟大阪府連合会向野支部副支部長。元暴力団小三組幹部。元有限会社ワールド牧場代表取締役。

## 人物
大阪府羽曳野市の同和地区出身。酒梅組初代・鳶梅吉の若い衆、榎並三之助が率いる小三組に触れ、榎並組長が実質的に営む榎並工務店に入社した。1963年頃までは暴力団小三組の最高幹部の一人で、ピストル不法所持で警察に逮捕された前歴もある。
1963年、海原組創業。市営住宅に事務所を置き、建設現場に労働者を供給する零細土建業者にすぎなかった。工事を請け負うほどの能力もなかったといわれている。
1966年、資本金5000万円で海原建設を設立。1969年に部落解放同盟朝田派が矢田事件を踏み絵にして部落解放同盟羽曳野支部を排除し、分裂組織の向野支部を作ると、海原はこれに参加、のち副支部長となる。以後、同和対策事業に食い込んで急成長を遂げ、1971年だけでも羽曳野市の同和建設予算約15億円のうち83.7パーセントにあたる12億5000万円を独占受注。創業からわずか7年間で資本金が9社合計2億9000万円に達する海原グループに発展した。
1969年から1973年までの間に系列会社として海原観光、海原地所、羽曳野建設、南大阪設備、三国電設工業、壱二建設、阪南設計事務所、南大商事などつぎつぎに設立した。さらに東京の新橋にナイトクラブ、大阪の藤井寺市でサウナを経営する。
和歌山県太地にある時価3億円の別荘は6600平方メートルの一等地に建てられた鉄筋コンクリート造り2階建て（建坪348平方メートル）の豪邸で、総ヒノキ・大理石の風呂やプールやヘリコプターが離着陸するヘリポートをそなえ、『海原御殿』と呼ばれている。田中角栄の「田中御殿」をしのぐ豪華ぶりを報じられた。海原一家は、6頭のイルカとクジラを飼い、八尾空港に専有しているヘリコプター（時価1500万円）で別荘と自宅を往復する生活を送っていた。
1973年、羽曳野市で日本共産党員の津田一朗市政が誕生した。津田市長は地元企業に公平な入札をさせるということで、ある業者が一つの工事を受注したら、その工事を完了するまで、次の工事には入札させないと改めた。これで海原建設は羽曳野市で力を落とした。

## 親族
実弟の海原明美は、山口組系菅谷組に多額の持参金をもって入会した組員であり、松本羽曳野市長時代、建築工事の入札に山口組の代紋をつけて建築工事の入札に参加したことがある。